# Más Madrid
Más Madrid (en français : « Plus de Madrid ») est un mouvement politique espagnol créé en novembre 2018 par la maire de Madrid Manuela Carmena dans la perspective de sa candidature aux élections municipales du 26 mai 2019. Il est enregistré comme parti politique trois mois avant le scrutin.

## Historique

### Création
Más Madrid est lancée lors d'une réunion publique organisée par Manuela Carmena au parc du Retiro, dans le centre de la capitale. Y participent notamment les six conseillers municipaux de Podemos, dont la porte-parole de la Ville Rita Maestre, suspendus pour avoir refusé de participer aux primaires de leur parti en vue de désigner les candidats aux prochaines élections municipales.

### Extension régionale
Le 17 janvier 2019, le candidat de Podemos aux élections du 26 mai 2019 à l'Assemblée de Madrid Íñigo Errejón annonce postuler également sous la bannière de Más Madrid dans une lettre et une vidéo — publiée sur le réseau social Twitter. Bien qu'il se considère toujours comme le candidat de Podemos, le secrétaire général du parti Pablo Iglesias lui souhaite « bonne chance dans son nouveau projet » mais confirme que Podemos aura bien une candidature propre pour l'élection régionale,.

### Enregistrement comme parti
Más Madrid est enregistré le 7 février 2019 au registre des partis politiques du ministère de l'Intérieur. À l'image de la formule choisie en 2015 pour Ahora Madrid, il s'agit d'une décision technique et juridique liée à la législation électorale (qui ne reconnaît que les partis, leurs coalitions éventuelles, et les associations d'électeurs), le parti n'étant pas destiné à avoir une structure et une vie internes. Ainsi, sa présidente Carmen Patiño n'aura pas de présence publique ou médiatique et n'est qu'une militante parmi les autres.

### Candidature aux législatives
Lors d'une assemblée des militants organisée le 22 septembre 2019, le parti décide de se présenter aux élections générales anticipées du 10 novembre suivant, convoquées après que l'incapacité du Parti socialiste et d'Unidas Podemos à s'entendre a empêché l'investiture du président du gouvernement. Más Madrid ambitionne de se présenter dans les circonscriptions les plus peuplées et de mobiliser l'électorat progressiste tenté par l'abstention du fait de la mésentente entre les socialistes et la gauche radicale.
Il se transforme le 30 septembre 2019 en un nouveau parti, Más País. Au niveau des institutions madrilènes, les groupes d'élus à l'Assemblée et au conseil municipal conservent cependant leurs noms, et le site web reste actif. En novembre 2020, le parti reprend son nom originel, avant qu'un parti distinct portant le nom de Más País soit de nouveau enregistré en février 2021 auprès des autorités compétentes.
Lors des élections générales de 2023, le parti se présente avec la coalition Sumar et remporte un siège, en faisant élire Tesh Sidi dans la circonscription de Madrid.

## Élections à l'Assemblée de Madrid
| Année | Tête de liste | Voix    | %     | Mandats  | Rang | Gouvernement |
| ----- | ------------- | ------- | ----- | -------- | ---- | ------------ |
| 2019  | Íñigo Errejón | 475 672 | 14,69 | 20 / 132 | 4e   | Opposition   |
| 2021  | Mónica García | 619 215 | 16,99 | 24 / 136 | 2e   | Opposition   |
| 2023  | Mónica García | 620 631 | 18,36 | 27 / 135 | 2e   | Opposition   |

## Identité visuelle

Logo de 2019 à 2023.
Logo depuis 2023.